# Lei Mental
A Lei Mental é a designação de uma uma lei publicada por D. Duarte I de Portugal, a 8 de Abril de 1434, durante as Cortes que tiveram lugar em Santarém, e cujo objectivo era a defesa e conservação do património Real e uma medida de centralização do poder. Esta lei já estaria em vigor no tempo de D. João I de Portugal, daí a designação de mental (in mente), mas nunca foi passada a escrito. Um dos idealizadores desta lei foi João das Regras.
Segundo esta lei, que definia a sucessão dos bens da Coroa, todas as terras e bens pertencentes à Coroa apenas podiam ser doadas ao filho varão primogénito, não podendo ser repartidas pelos herdeiros. No entanto, esta lei tinha como única excepção os bens da Casa de Bragança e a própria vontade do rei. Esta lei manteve-se em vigor até 1832.
Os antecedentes desta lei remontam ao período da Crise de 1383—1385, altura em que D. João, para ganhar apoiantes, resolveu doar bens da coroa, ficando, no fim da crise, praticamente sem quaisquer bens e rendimentos para fazer face às despesas públicas. Para evitar a sucessão hereditária dos bens de então, foi pensada esta lei que fazia reverter à coroa as doações régias, de uma forma pacífica.
A Lei Mental foi publicada nas Ordenações Manuelinas.